# 泉神社 (日立市)

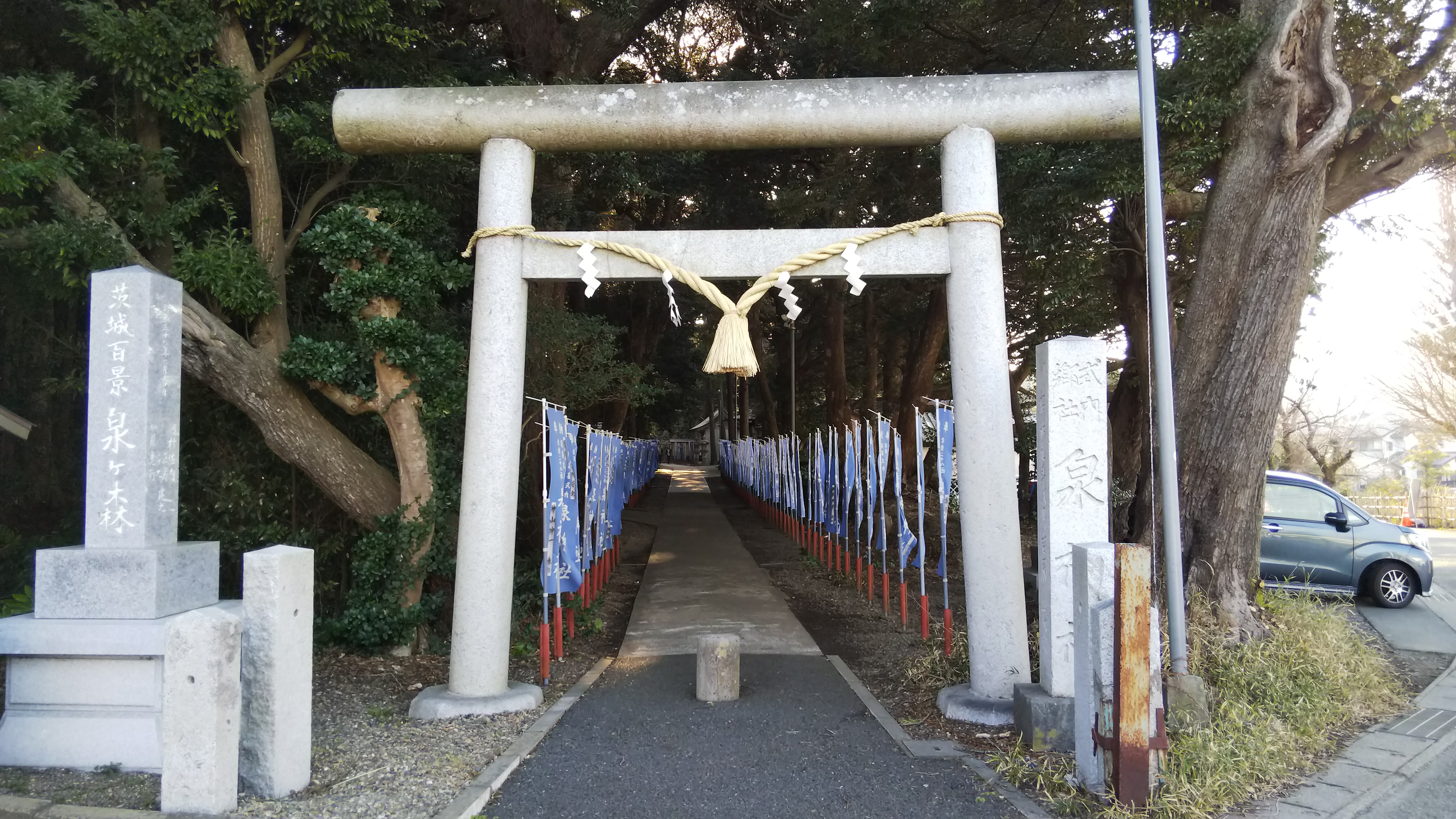
鳥居

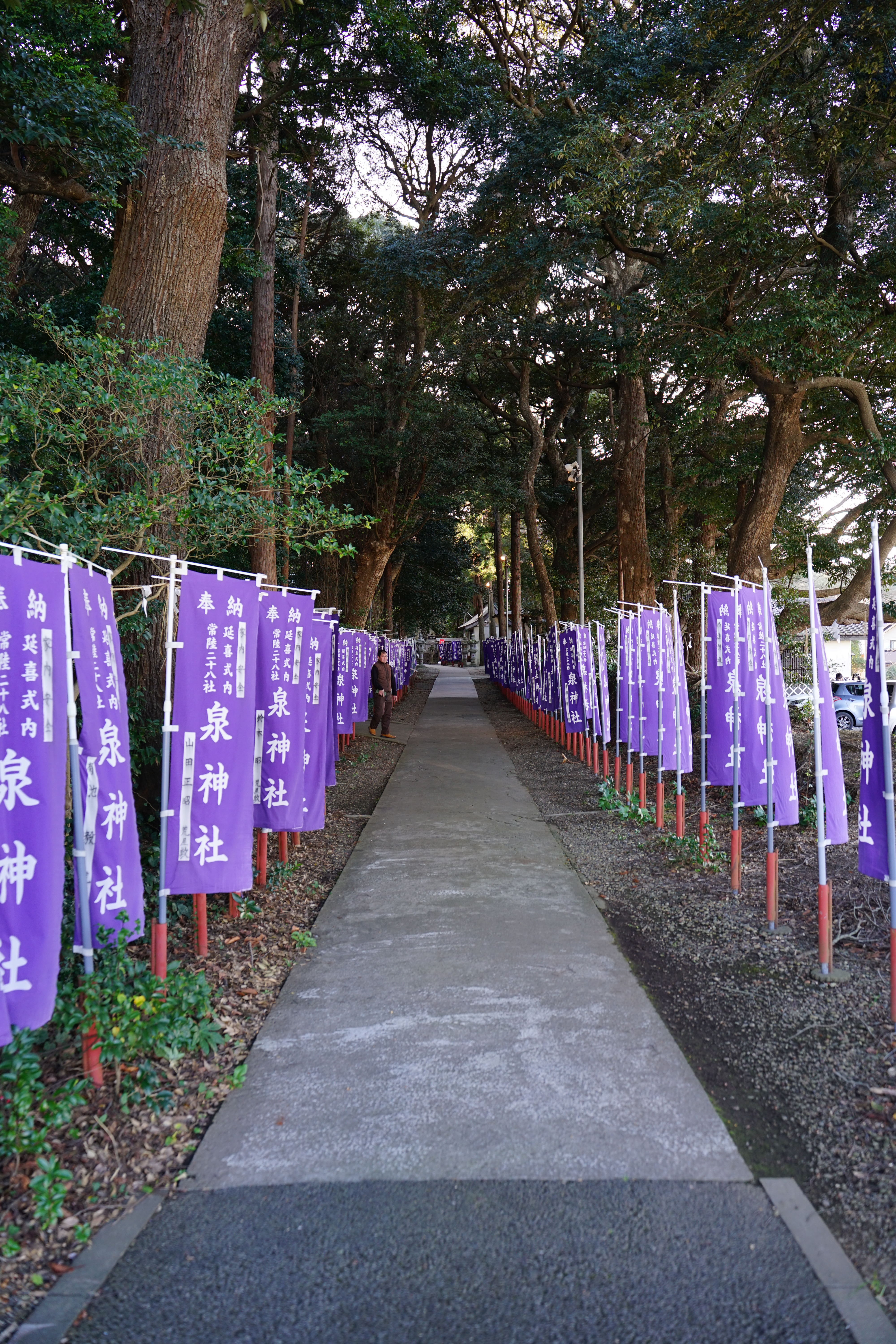
参道

泉神社（いずみじんじゃ）は茨城県日立市にある神社である。『延喜式神名帳』の「天速玉姫命神社」に比定されており、境内にある湧泉は『常陸国風土記』に「密筑の里の大井」として記述がある。椎や松から成る境内の泉ヶ森は茨城県の史跡に指定されている。

## 祭神
祭神は次の1柱。
- 天速玉姫命（あまのはやたまひめのみこと[2]）

『常陸二十八社考』によれば泉川・霊玉が神体とされる。
天速玉姫命は記紀には登場しない神である。『茨城県神社誌』によれば、「天速玉姫命は天棚機姫命の女で、天太玉命の后神、天比理刀咩命とも云う」としている。祭神名の「速玉」は清泉の美称であり、大井という湧泉が神格化されたものが本祭神と考えられている。『日本三代実録』では「姫」の字がない「天速玉神」について言及があるが、『式内社調査報告』などでは天速玉姫命と同神と見なしてよいとしている。

## 歴史
創建年代は不詳。崇神天皇49年に久自国造の船瀬宿禰による創建とする説もあるが、船瀬宿禰は成務天皇の時代の者であり、後世の創作だと指摘されている。境内の泉ヶ森は『常陸国風土記』久慈郡の条にある「密筑の里の大井」に比定され、泉神社は『延喜式神名帳』に記載されている「天速玉姫命神社」に比定される。なお、『常陸国風土記』には泉神社に関する記述はない。
『日本三代実録』によれば、天速玉神は866年（貞観8年）5月27日に正六位上から従五位下に昇階し、874年（貞観16年）12月29日には従五位下から従五位上に昇階している。『延喜式神名帳』では常陸国久慈郡に「天速玉姫命神社」と記載され、小社に列せられている。明治維新後は、明治6年（1873年）4月に近代社格制度において郷社に列せられた。
現存する棟札によれば、1530年（享禄3年）に佐竹義篤が社殿を修理し社号を泉大明神に改めたとされる。永禄3年には佐竹義昭が社殿の葺替えをし、江戸期には水戸藩の保護下で寛延3年6月26日に造営が行われた。その後、享和年間（1801-1804年）に社殿を焼失し、文化年間（1804-1818年）に再建した。1960年（昭和35年）に再び社殿を焼失し、1961年（昭和36年）に仮社殿を建築した。『常陸多賀郡史』によれば、消失前の社殿は本殿の間口九尺・奥行き八尺、拝殿は表四間三尺、奥行き二間三尺であったとされる。

## 境内

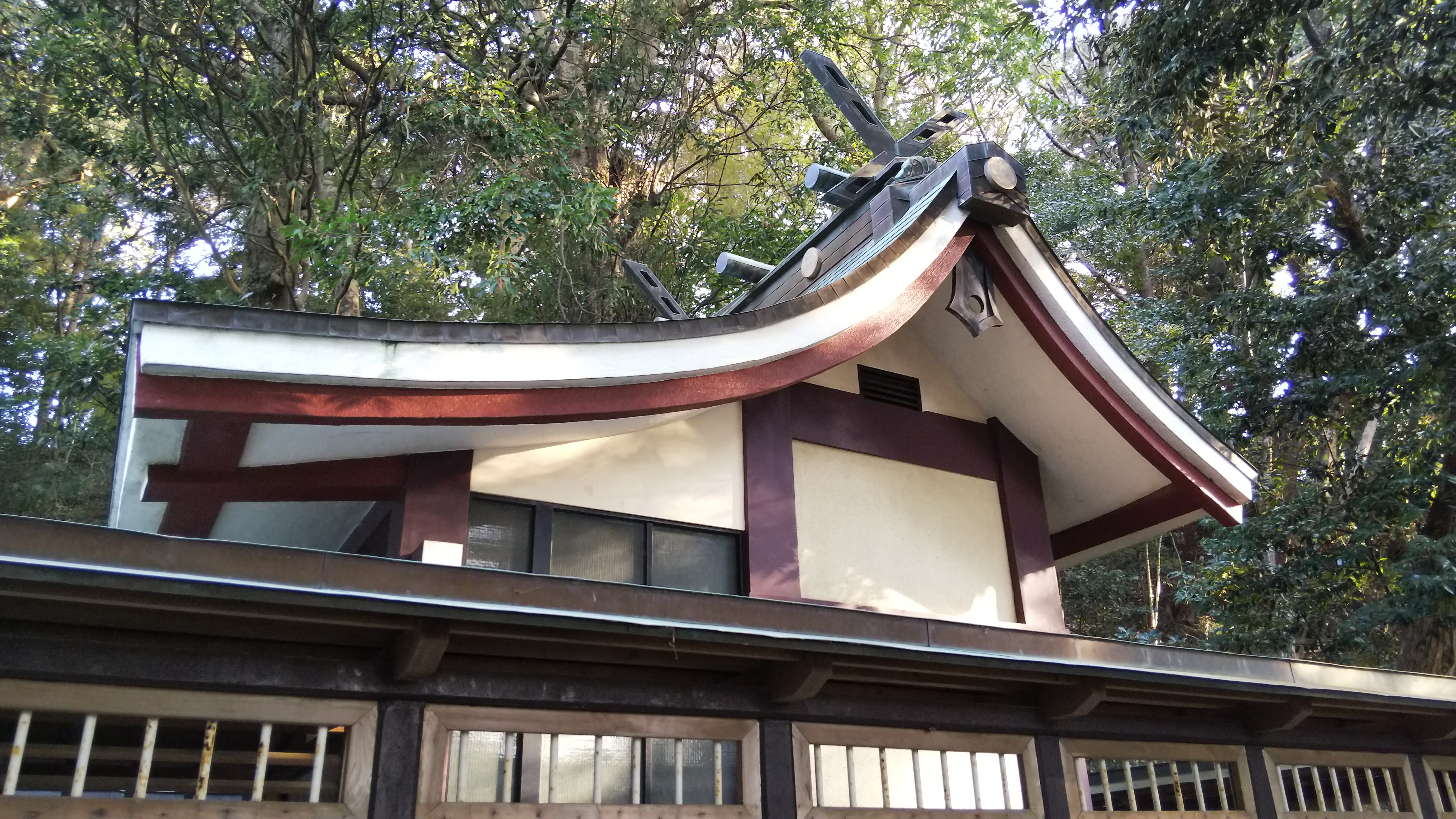
本殿

境内の敷地は1185坪（3917平方メートル）、境外所有地は6655坪（2万2000平方メートル）。1961年（昭和36年）に建てられた社殿は、本殿が鉄筋コンクリート製の流造で間口一間二尺・奥行き二間、拝殿は屋根がトタン葺入母屋造で間口三間三尺・奥行き三間である。
泉神社の境内一帯は泉ヶ森と呼ばれ、茨城県の史跡に指定されている。椎や松などの常緑樹から構成される。『常陸国風土記』久慈郡の条に「密筑の里の大井」とあるのが泉ヶ森とされる。泉ヶ森北東部には、周長約40メートル、最大水深約2メートルの湧泉がある。この泉はすり鉢のように池の中心に向かって急に深くなり、大小20余の泉穴がある。

### 境内社
境内社は下記の通り。
- 厳島神社 - 市寸島比売命
- 三峯神社 - 伊弉藷神・伊弉冉神
- 鷺杜神社 - 天玉柱屋姫命
- 富士神社 - 木花開邪姫命
- 豊稔神社 - 月讀命・大穴牟遅命
- 稲荷神社 - 宇迦之御魂大神

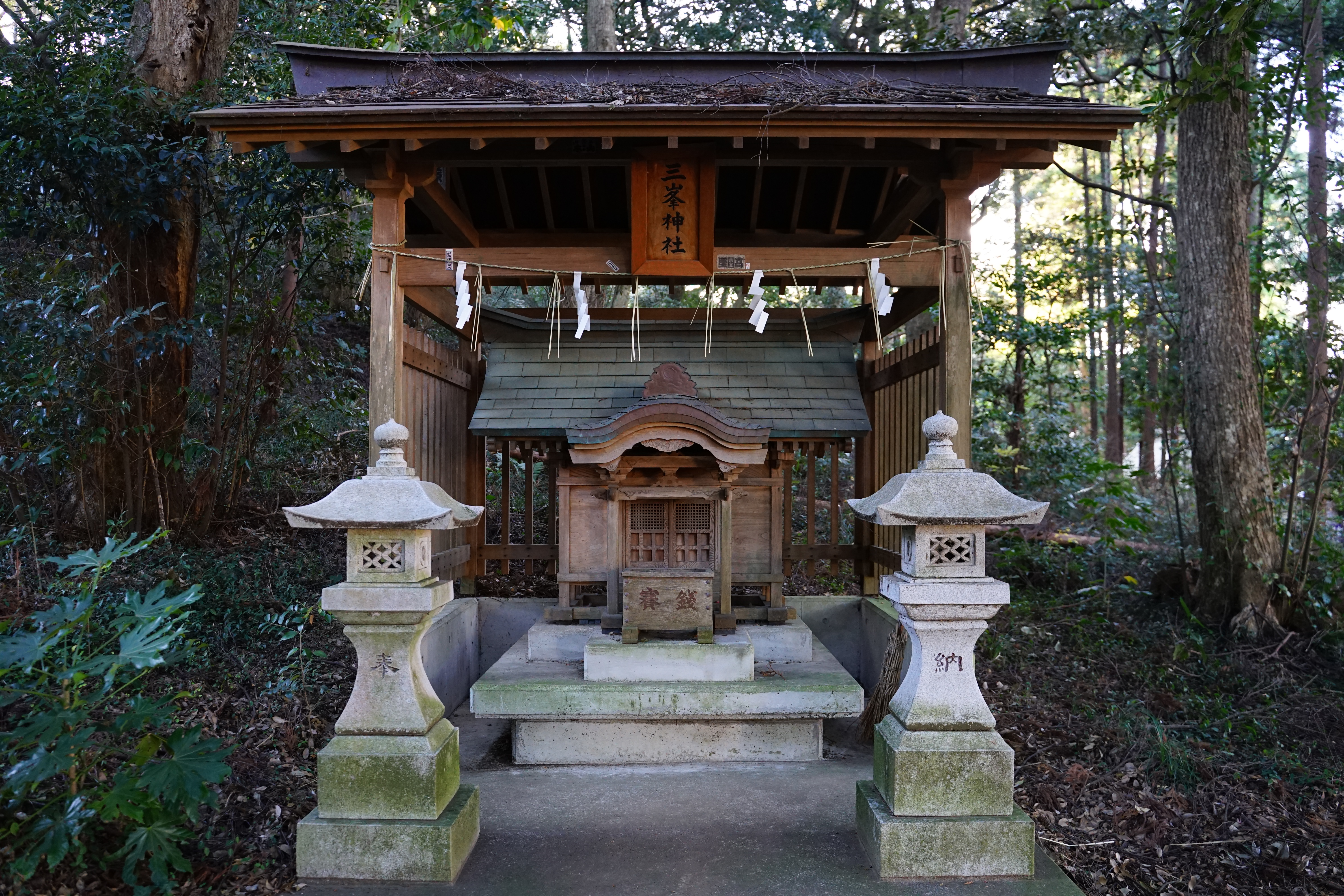
三峰神社
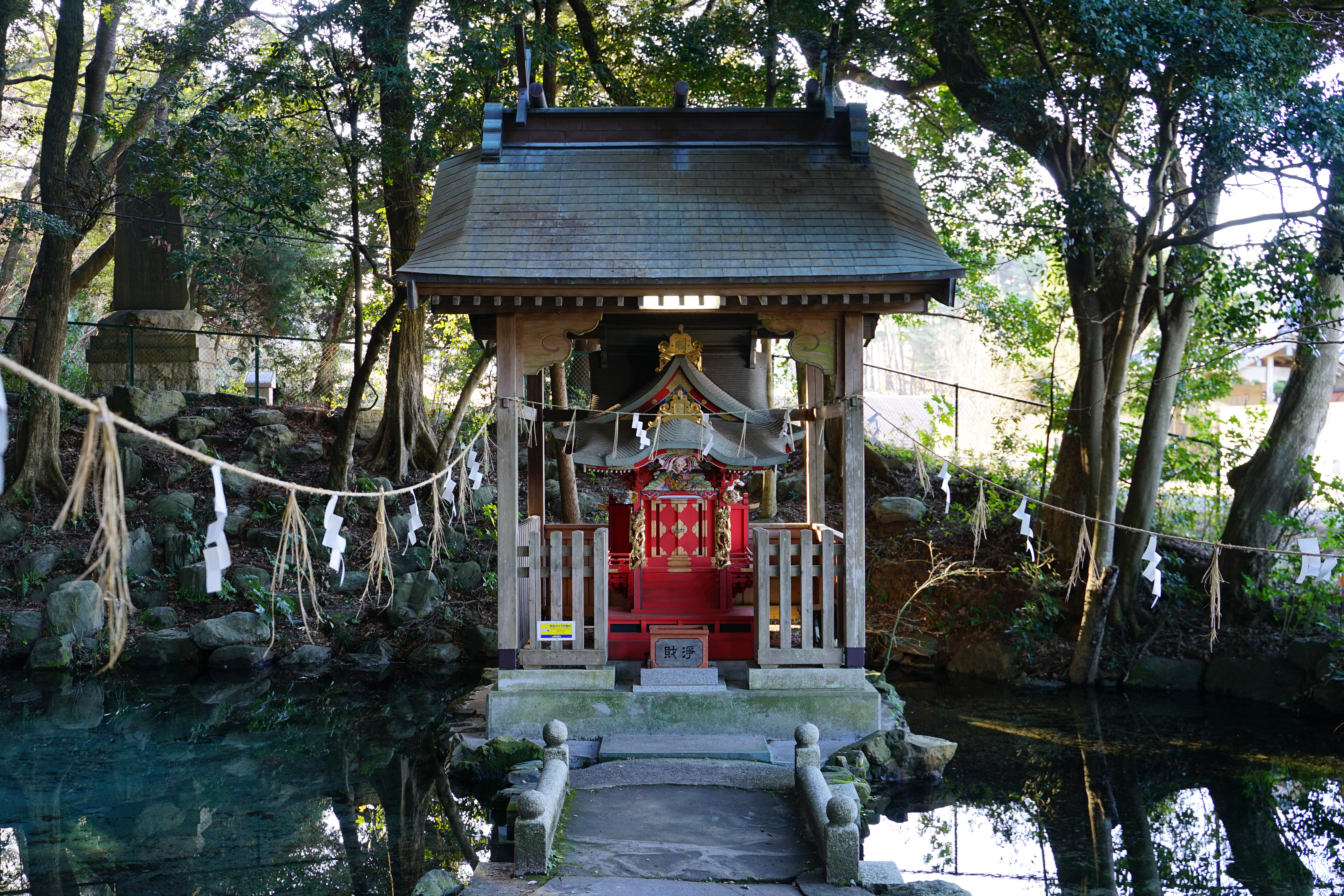
厳島神社
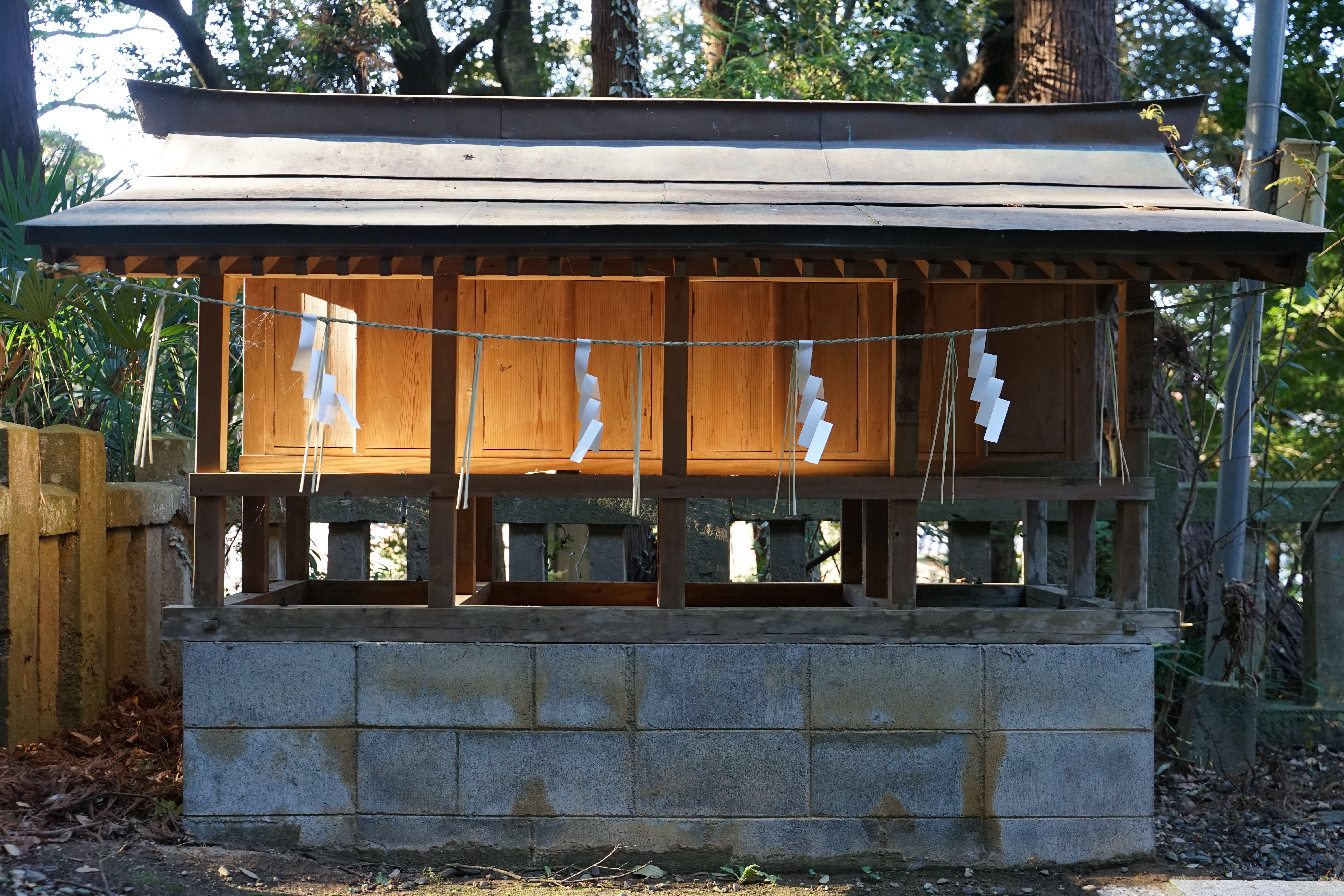
鷺杜神社・富士神社・豊稔神社・稲荷神社

## 祭事

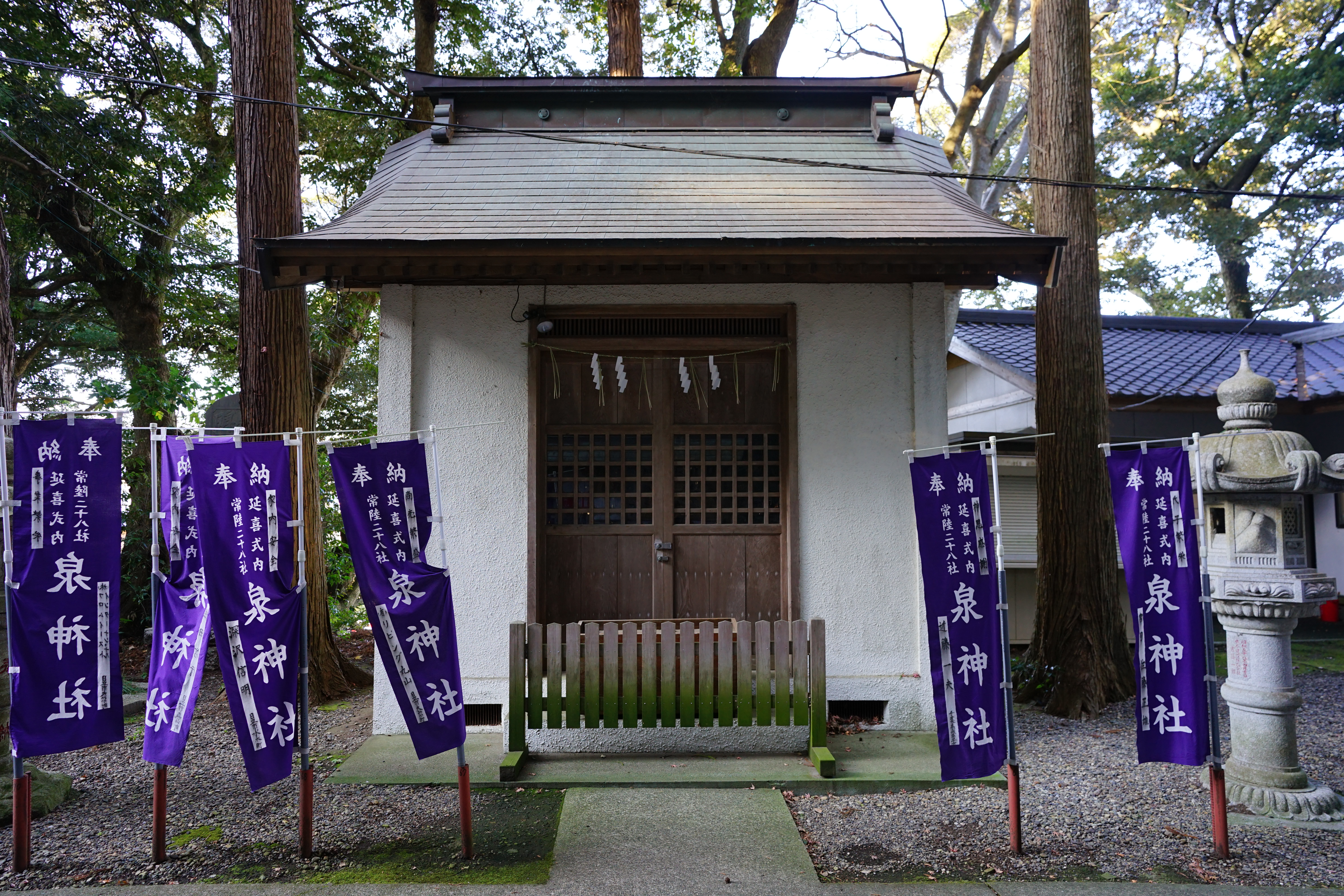
神輿殿

- 元旦祭 - 1月1日[3]
- 追儺祭 - 2月3日[3]
- 春祭（祈年祭） - 2月11日[1]
- 当屋祭 - 旧暦2月12-14日[4]
- 例祭 - 5月3日[1]
- 秋祭（新嘗祭） - 11月23日[1]

## 文化財

### 県指定無形民俗文化財
- 日立のささら - 1963年（昭和38年）8月23日指定[8]。

### 県指定史跡
- 泉が森 - 1969年（昭和44年）12月1日指定[8]。

## 交通アクセス
所在地
茨城県日立市水木町2-22-1
交通
常磐線大甕駅の北東約1 kmの場所に鎮座。